# San Diego County
San Diego County er et county beliggende i det sydvestlige hjørne af den amerikanske delstat Californien, på grænsen til Mexico. Hovedbyen i amtet er San Diego, og er også klart amtets største. I år 2010 havde amtet 3.095.313 indbyggere.
Countyet har med 110 km kystlinje til Stillehavet, ligesom der i alt er placeret 16 militære baser her.

## Historie
Countyet blev grundlagt i 18. februar 1850 som ét af delstatens oprindelige.

## Geografi
Ifølge United States Census Bureau er San Diegos totale areal på 11.721,0 km², hvoraf de 843,4 km² er vand. 

### Grænsende amter
- Imperial County - øst
- Orange County - nordvest
- Riverside County - nord
- grænser mod Mexico i syd

### Byer i San Diego
| - Carlsbad - Chula Vista - Coronado - Del Mar - El Cajon - Encinitas (Cardiff-by-the-Sea, Leucadia, Olivenhain) - Escondido - Imperial Beach - La Mesa | - Lemon Grove - National City - Oceanside - Poway - San Diego - San Marcos - Santee - Solana Beach - Vista |